# Primorsko-goranska zonska nogometna liga 1980./81.
Primorsko-goranska zonska nogometna liga, također kao i Zonska liga Međuopćinskog nogometnog saveza Rijeka, Primorsko-goranska zonska liga Nogometnog saveza Rijeka, je bila liga petog stupnja nogometnog prvenstva Jugoslavije u sezoni 1980./81. 
 
Sudjelovalo je 14 klubova, a prvak je bio klub "INA" iz Rijeke.  

## Ljestvica
| mj. | klub                       | ut. | pob. | ner. | por. | gol+ | gol– | bod |
| --- | -------------------------- | --- | ---- | ---- | ---- | ---- | ---- | --- |
| 1.  | INA Rijeka                 | 26  | 17   | 7    | 2    | 68   | 22   | 41  |
| 2.  | Lučki radnik Rijeka        | 26  | 12   | 9    | 5    | 47   | 27   | 33  |
| 3.  | Crikvenica                 | 26  | 12   | 9    | 5    | 54   | 36   | 33  |
| 4.  | Pomorac Kostrena           | 26  | 11   | 7    | 8    | 51   | 42   | 29  |
| 5.  | Risnjak Lokve              | 26  | 12   | 3    | 11   | 49   | 42   | 27  |
| 6.  | Lokomotiva Rijeka          | 26  | 10   | 7    | 9    | 40   | 37   | 27  |
| 7.  | Goranin Delnice            | 26  | 11   | 4    | 11   | 46   | 44   | 26  |
| 8.  | Konstruktor Rijeka         | 26  | 9    | 7    | 10   | 48   | 43   | 25  |
| 9.  | Primorje Rijeka            | 26  | 9    | 8    | 9    | 39   | 45   | 25  |
| 10. | Jedinstvo (Rijeka – Grbci) | 26  | 9    | 6    | 11   | 40   | 42   | 24  |
| 11. | Bakarac                    | 26  | 6    | 11   | 9    | 26   | 39   | 23  |
| 12. | Halubjan Viškovo           | 26  | 9    | 3    | 14   | 22   | 43   | 21  |
| 13. | Goranka Ravna Gora         | 26  | 7    | 3    | 16   | 26   | 77   | 17  |
| 14. | Vinodol Novi Vinodolski    | 26  | 5    | 3    | 18   | 16   | 77   | 13  |

## Rezultatska križaljka
| pokrata | klub                       | BAK | CRI | GORI | GORK | HAL | INA | JED | KON | LOK | LUR | POM | PRI | RIS | VIN |
| --- | -------------------------- | --- | --- | ---- | ---- | --- | --- | --- | --- | --- | --- | --- | --- | --- | --- |
| BAK | Bakarac                    |     |     |      |      |     |     |     |     |     |     |     |     |     |     |
| CRI | Crikvenica                 |     |     |      |      |     |     |     |     |     |     |     |     |     |     |
| GORI | Goranin Delnice            |     |     |      |      |     |     |     |     |     |     |     |     |     |     |
| GORK | Goranka Ravna Gora         |     |     |      |      |     |     |     |     |     |     |     |     |     |     |
| HAL | Halubjan Viškovo           |     |     |      |      |     |     |     |     |     |     |     |     |     |     |
| INA | INA Rijeka                 |     |     |      |      |     |     |     |     |     |     |     |     |     |     |
| JED | Jedinstvo (Rijeka – Grbci) |     |     |      |      |     |     |     |     |     |     |     |     |     |     |
| KON | Konstruktor Rijeka         |     |     |      |      |     |     |     |     |     |     |     |     |     |     |
| LOK | Lokomotiva Rijeka          |     |     |      |      |     |     |     |     |     |     |     |     |     |     |
| LUR | Lučki radnik Rijeka        |     |     |      |      |     |     |     |     |     |     |     |     |     |     |
| POM | Pomorac Kostrena           |     |     |      |      |     |     |     |     |     |     |     |     |     |     |
| PRI | Primorje Rijeka            |     |     |      |      |     |     |     |     |     |     |     |     |     |     |
| RIS | Risnjak Lokve              |     |     |      |      |     |     |     |     |     |     |     |     |     |     |
| VIN | Vinodol Novi Vinodolski    |     |     |      |      |     |     |     |     |     |     |     |     |     |     |
| |                            |     |     |      |      |     |     |     |     |     |     |     |     |     |     |
| podebljan rezultat – utakmice od 1. do 13. kola (1. utakmica između klubova) rezultat normalne debljine – utakmice od 14. do 26. kola (2. utakmica između klubova) rezultat nakošen – nije vidljiv redoslijed odigravanja međusobnih utakmica iz dostupnih izvora rezultat smanjen * – iz dostupnih izvora nije uočljiv domaćin susreta prekrižen rezultat – poništena ili brisana utakmica p – utakmica prekinuta 3:0 p.f. / 0:3 p.f. – rezultat 3:0 bez borbe |                            |     |     |      |      |     |     |     |     |     |     |     |     |     |     |

 Izvori: 